# George Sluizer
George Sluizer (Parigi, 25 giugno 1932 – Amsterdam, 20 settembre 2014) è stato un regista olandese.

## Filmografia
- De Lage Landen (1961)
- Stamping Ground (1971) - documentario
- João and the Knife (1972)
- Il sogno di Laura (Twee vrouwen) (1979)
- Adios Beirut (1983)
- Red Desert Penitentiary (1985)
- Il mistero della donna scomparsa (Spoorloos) (1988)
- Utz (1992)
- The Vanishing - Scomparsa (The Vanishing) (1993)
- Crimetime (1996)
- Dying to Go Home (1996)
- The Commissioner (1998)
- The Stone Raft (2002)
- The Chosen One (2009)
- Homeland (2010)
- Dark Blood (2012)